# Jordi Burillo
| Estadísticas de Jordi Burillo | Estadísticas de Jordi Burillo |
| ----------------------------- | ----------------------------- |
| Origen:                       | Barcelona, España             |
| Fecha de nacimiento:          | 7 de diciembre de 1972        |
| Altura:                       | 1,87 m                        |
| Peso:                         | 85 kg                         |
| Juego:                        | Diestro                       |
| Profesional desde:            | 1991                          |
| Retiro:                       | 1999                          |
| Mejor Ranking ATP en Singles: | 43º (22 de abril de 1996)     |
| Mejor Ranking ATP en Dobles:  | 100º (2 de febrero de 1998)   |

Jordi Burillo es un exjugador profesional de tenis localidad de Barcelona, España y fue profesional desde 1991 hasta 1999 ganando 1 título de individuales y 1 de dobles, llegando también a 2 finales en cada especialidad.

## Títulos (2; 1+1)

### Individuales (1)
| Leyenda                |
| Grand Slam (0)         |
| Tennis Masters Cup (0) |
| ATP Masters Series (0) |
| ATP Tour (1)           |

| N.º | Fecha              | Torneo          | Superficie    | Oponente en la final     | Resultado         |
| --- | ------------------ | --------------- | ------------- | ------------------------ | ----------------- |
| 1.  | 23 de mayo de 1993 | Bolonia, Italia | Tierra batida | Andrei Cherkasov (Rusia) | 7-6(4) 6-7(7) 6-1 |

### Finalista en individuales (2)
- 1993: Florencia (pierde ante Thomas Muster).
- 1995: Palermo (pierde ante Francisco Clavet).

### Clasificación en torneos del Grand Slam
| Torneo             | 1999 | 1998 | 1997 | 1996 | 1995 | 1994 | 1993 | Títulos |
| ------------------ | ---- | ---- | ---- | ---- | ---- | ---- | ---- | ------- |
| Australian Open    | -    | 2r   | 1r   | -    | -    | 1r   | -    | 0       |
| Roland Garros      | -    | 1r   | 1r   | -    | -    | 1r   | -    | 0       |
| Wimbledon          | -    | 1r   | -    | -    | 2r   | 3r   | -    | 0       |
| US Open            | -    | 1r   | -    | 1r   | 1r   | 2r   | 1r   | 0       |
| Tennis Masters Cup | -    | -    | -    | -    | -    | -    | -    | 0       |

### Dobles (1)
| Leyenda                |
| Grand Slam (0)         |
| Tennis Masters Cup (0) |
| ATP Masters Series (0) |
| ATP Tour (1)           |

| N.º | Fecha               | Torneo            | Superficie    | Pareja                       | Oponentes en la final                             | Resultado |
| --- | ------------------- | ----------------- | ------------- | ---------------------------- | ------------------------------------------------- | --------- |
| 1.  | 20 de abril de 1997 | Barcelona, España | Tierra batida | Alberto Berasategui (España) | Pablo Albano (Argentina) y Àlex Corretja (España) | 6-3 7-5   |

### Finalista en dobles (2)
- 1990: San Marino (junto a Marcos Aurelio Górriz pierden ante Vojtech Flegl y Daniel Vacek).
- 1997: Marbella (junto a Alberto Berasategui pierden ante Karim Alami y Julián Alonso).

## Torneos Challenger
- 1995 Lujbiana
- 1995 Ciudad de Barcelona
- 1997 Ostende
- 1997 El espinar, Segovia